# Jacques Doucet (chanteur)
Pour les articles homonymes, voir Jacques Doucet.
Jacques Doucet, né le 2 juin 1925 à Angoulême et mort le 17 décembre 2009 à Cornebarrieu, est un artiste lyrique (baryton), metteur en scène et directeur de théâtre français.

## Biographie
Il commence sa carrière à l'Opéra de Nancy. En 1952, il intègre la troupe de l'Opéra de Paris (RTLN) et chante pour ses débuts salle Favart le rôle d'Escamillo dans Carmen de Georges Bizet. Il participe durant cette période à de nombreuses productions dont la création française Volo di notte (Vol de nuit) de Luigi Dallapiccola d'après Saint-Exupéry en 1960. Il a également chanté sur la scène du Châtelet avec Luis Mariano dans la "Caravelle d'Or".
Il poursuit sa carrière au théâtre du Capitole de Toulouse où il est engagé en 1973, avant de prendre la suite de Michel Plasson en tant que directeur artistique en 1982. À ce titre, il met en scène de nombreuses productions parmi lesquelles La Veuve joyeuse (1983), Les Cloches de Corneville (1987) et Mireille (1988). Il est remplacé en 1990 par Nicolas Joel.
De 1974 à 1994, il est également professeur d'art lyrique au conservatoire à rayonnement régional de Toulouse. 
Il était marié à la cantatrice Danièle Castaing.